# Consejo Americano Israelí
El Consejo Americano Israelí (en inglés: Israeli American Council) (IAC) (en hebreo: ארגון הקהילה הישראלית-אמריקאית) es una organización americana que tiene como misión: "construir y mantener unida a la comunidad israelí-americana durante las próximas generaciones y fomentar su apoyo hacia el estado de Israel." En 2017, la web de notícias estadounidense HuffPost, publicó que el Consejo Americano Israelí, fue la organización judía con un mayor crecimiento en el Mundo.

## Información general
El Consejo Americano Israelí (IAC), fue conocido inicialmente como Consejo de Liderazgo Israelí (ILC), fue fundado en la ciudad de Los Ángeles en el año 2007 para organizar a la comunidad israelí americana.
Un grupo de líderes comunitarios israelíes-americanos se reunieron para formar el primer consejo de directores de la organización, que entonces se llamaba (ILC) Israeli Leadership Council. El grupo fundacional formuló tres pilares clave para el futuro de la organización: fortalecer a las futuras generaciones de ciudadanos israelíes-americanos, así como contar con el apoyo de la comunidad judía americana hacia el Estado de Israel. 
El rápido crecimiento de la organización hizo que la IAC pronto se estableciera como la mayor organización israelí-americana de los Estados Unidos. Al llegar el año 2013, la organización cambió su antiguo nombre, y adoptó su nombre actual: Consejo Americano-Israelí (IAC). En septiembre de 2013, el IAC celebró su primera conferencia nacional en Washington D. C..
En 2015, el IAC aumentó su presencia y estableció 7 oficinas en varios lugares del territorio nacional de los Estados Unidos. Su cuartel general está en la ciudad de Los Ángeles, tiene oficinas regionales en: Arizona, Boston, Chicago, Colorado, Florida, Houston, Las Vegas, Nueva Jersey, Nueva York, Filadelfia, San Diego, San Francisco, Seattle, y Washington D. C..

## Objetivos
El IAC define sus objetivos como los siguientes:
- "Conectar con la próxima generación de la comunidad, con su identidad judía, el idioma hebreo, y con el Estado de Israel."
- "Servir como recurso financiero y profesional para las iniciativas que apoyan el desarrollo de una comunidad israelí-americana activa y unificada, con unas fuertes conexiones con el Estado de Israel, ahora y en el futuro."
- "Fortalecer las relaciones entre la comunidad israelí americana y la comunidad judía americana."
- "Construir puentes entre los israelíes-americanos y la comunidad judía americana de los Estados Unidos."
- "Apoyar a una cultura de la generosidad, el altruismo, el activismo, crear una conexión con Israel a nivel personal, contar con el apoyo y la participación del conjunto de la comunidad."

## Historia

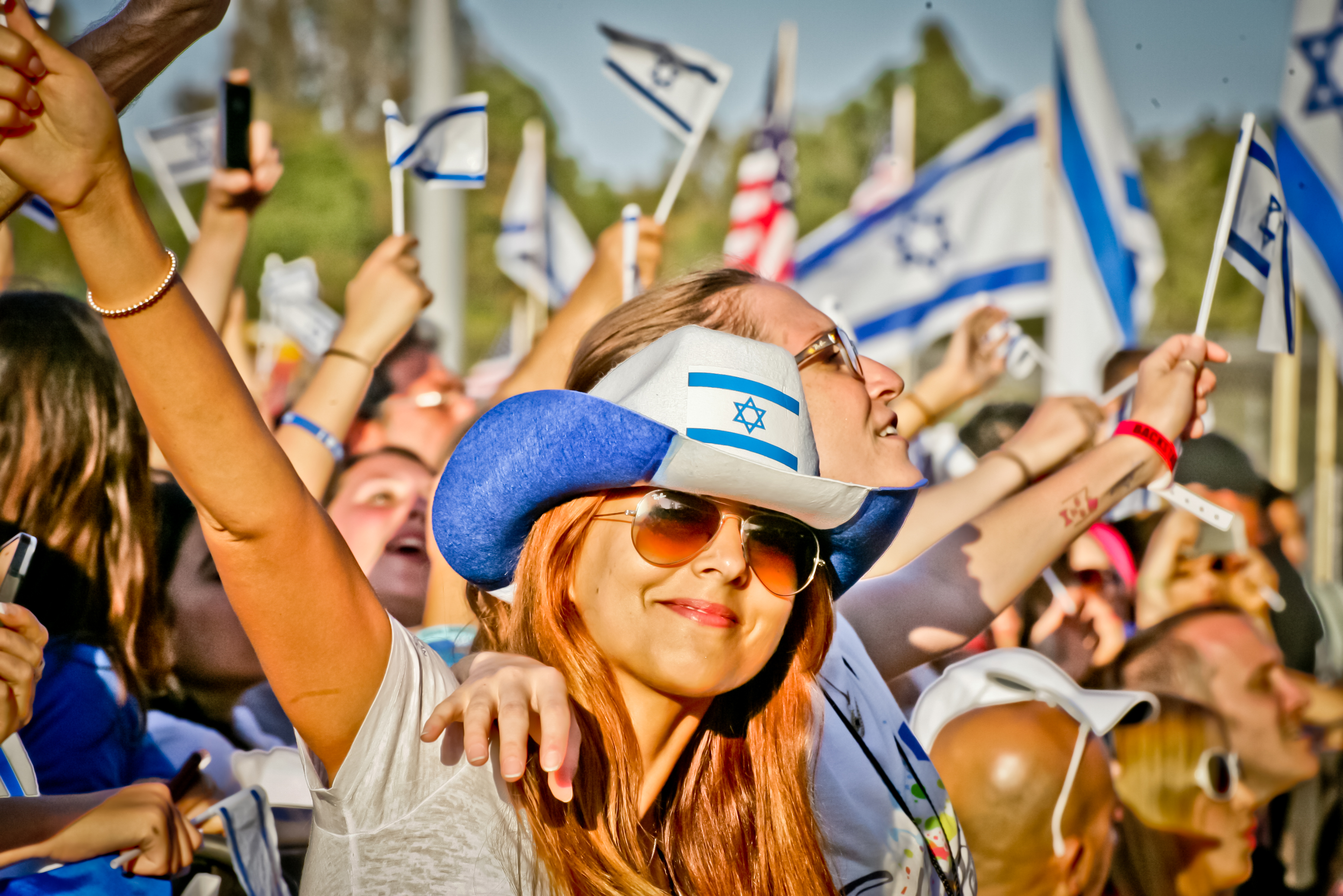
Celebrate Israel Festival en Los Ángeles, 2013.

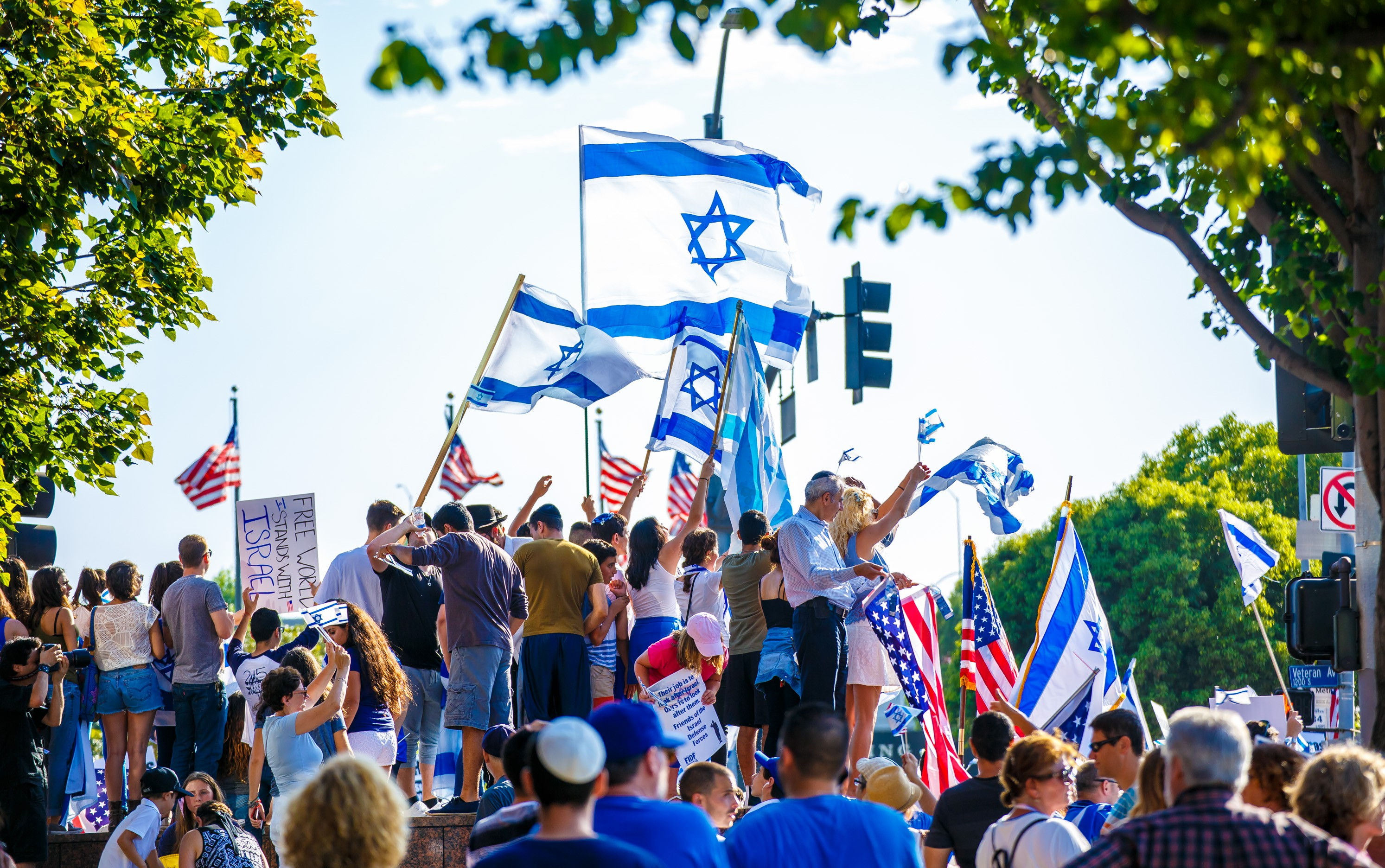
Manifestación proisraelí en Los Ángeles, 2014.

En el verano del año 2006, durante la Segunda Guerra del Líbano, el consulado israelí en Los Ángeles organizó una manifestación proisraelí. Mientras que la comunidad y sus dirigentes, así como centenares de miembros comunitarios asistieron al acto, tan solo un puñado de israelíes-americanos participaron. Los organizadores estaban decepcionados al ver la baja participación de los más de 200,000 israelíes-americanos que residían en aquella área, teniendo en cuenta que los israelíes-americanos estaban siguiendo de cerca los acontecimientos que entonces tenían lugar en Israel, y que algunos de ellos incluso estaban liderando iniciativas de apoyo. Como comunidad, no estaban organizados o afiliados con ninguna institución que fuera capaz de unirlos y liderarlos. 
Reconociendo el potencial no aprovechado de esta comunidad, el cónsul israelí que estaba en Los Ángeles en aquel momento, Ehud Danoch, se reunió con dos veteranos locales de la comunidad israelí-americana, Danny Alpert y Eli Marmour. Danny preparó una reunión preliminar en su casa con los miembros activos de la comunidad Adam Milstein, Eli Tene, Steve Erdman, Naty Saidoff, Eli Marmour y Shoham Nicolet. Ellos fundaron el Consejo de Liderazgo Israelí, en inglés: Israeli Leadership Council (ILC), con el objetivo de construir una comunidad israelí-americana para fortalecer a las próximas generaciones de la comunidad judía americana, y apoyar al Estado de Israel. 
En julio del año 2007, aproximadamente 80 líderes comunitarios, así como hombres y mujeres de negocios americanos-israelíes se reunieron en el Hotel Hilton de Beverly Hills para asistir a un almuerzo organizado por el ILC, en este acto participó el alcalde de Los Ángeles y el cónsul general de Israel. Liderando el ILC estaban los miembros fundadores del consejo: Adam Milstein, Steve Erdman, Eli Marmour, Naty Saidoff, Shawn Evenhaim, Yossi Rabinovitz y Nissan Pardo. Ellos nominaron a Danny Alpert y a Eli Tene como copresidentes del consejo. Shoham Nicolet sirvió como miembro fundador y como Director Ejecutivo. 
En el año 2008 el ILC había conseguido atraer a muchos líderes comunitarios y a hombres de negocios de la comunidad, entre ellos estaban Beny Alagem, Leo David y Haim Saban, que fueron personas que tuvieron un papel clave, apoyando al ILC. Life for Sderot en castellano: vida para Sderot, fue la primera iniciativa importante del ILC, este proyecto benefició a la población del sur de Israel, que se encontraba bajo un fuego constante debido a los ataques con cohetes. En un esfuerzo conjunto con el consulado israelí, el ILC reunió a 1,800 asistentes, entre ellos a celebridades de Hollywood, líderes comunitarios y personajes públicos. Los candidatos a la Presidencia de los Estados Unidos del año 2008, Barack Hussein Obama, Hillary Rodham Clinton, y John McCain, enviaron su apoyo a través de mensajes de video.
Los ahorros que se consiguieron reunir en este evento, ayudaron a llevar las tecnologías educativas a las escuelas del pueblo de Sderot. Esta fue la primera vez que los israelíes-americanos residentes en los Estados Unidos, lideraron un acto benéfico para conseguir reunir fondos, a través de un evento comunitario dirigido hacia el conjunto de la comunidad judía de Los Ángeles. 
El año 2008 el ILC, lanzó el proyecto llamado Tzav 8, usando las nuevas tecnologías para movilizar a miles de miembros comunitarios para apoyar públicamente a Israel. Este esfuerzo dio como resultado una manifestación de más de 6,000 personas ante el Edificio Federal Wilshire. Desde entonces, la organización ha usado el código de alerta Tzav 8 cuando han tenido lugar graves crisis en Israel. 
En el año 2009, el ILC tuvo su primera cena de gala anual. Centenares de israelíes-americanos se reunieron por primera vez para asistir en un acto benéfico de recogida de fondos, con el propósito de contribuir por el bien de su propia comunidad. En la segunda cena anual de gala, y desde entonces cada año, el Presidente israelí, el Primer ministro, y otros cargos del gobierno israelí han enviado mensajes de apoyo a la organización y a la comunidad. En los siguientes dos años, el ILC empezó dar su apoyo a un cierto número de organizaciones, una de estas organizaciones se llama Tzofim, Los Tzofim son los boy escouts israelíes, que cuentan con la ayuda y el apoyo de la comunidad. 
Hoy la asociación ofrece su apoyo a más de 50 organizaciones sin ánimo de lucro de los Estados Unidos. El ILC también desarrolló nuevos programas. El año 2010 el ILC fundó BINA, una asociación judía americana de jóvenes profesionales, y en el año 2011, el ILC introdujo su primer programa a nivel nacional, llamado Sifriyat Pijama Be America, un programa para aprender a leer en hebreo, para niños de entre 2 y 8 años, que entrega gratuitamente cada mes, libros en hebreo para los niños de miles de familias israelíes-americanas residentes en los Estados Unidos.
El septiembre del año 2011, el ILC reclutó a su primer director a tiempo completo, Sagi Balasha, que ayudó a dirigir la organización en un periodo de rápido crecimiento y expansión. El mes de noviembre de 2011, la iniciativa voluntaria llamada ILC Care fue lanzada con un concierto que contó con la asistencia de 6,000 personas en los Estudios Universal de Hollywood. 
En abril del año 2012, el ILC inició el Celebrate Israel Festival, un festival que celebra el Yom Ha'atzmaut, el Día de la independencia del Estado de Israel, este acto contó con la asistencia de unas 15,000 personas en Los Ángeles. El mes de mayo del año 2012, Shawn Evenhaim fue nombrado nuevo presidente del consejo, liderando el rápido crecimiento de la organización en los próximos años, junto con el Director ejecutivo Sagi Balasha y el consejo directivo del ILC. Entre el verano del año 2011 y el verano del año 2012, más de 30,000 personas participaron en los programas del ILC y en sus eventos. 
A mediados del año 2013, la organización casi llegó a doblar sus actividades, con más de 50,000 participantes. Como resultado, programas adicionales fueron desarrollados, y los programas ya existentes se volvieron más fuertes para servir a las necesidades cambiantes de la comunidad. 
En octubre del año 2014, Adam Milstein se convirtió en el nuevo presidente nacional del Consejo Americano-Israelí (IAC), y Shoham Nicolet volvió para ejercer el cargo de Director ejecutivo.

## Crecimiento nacional

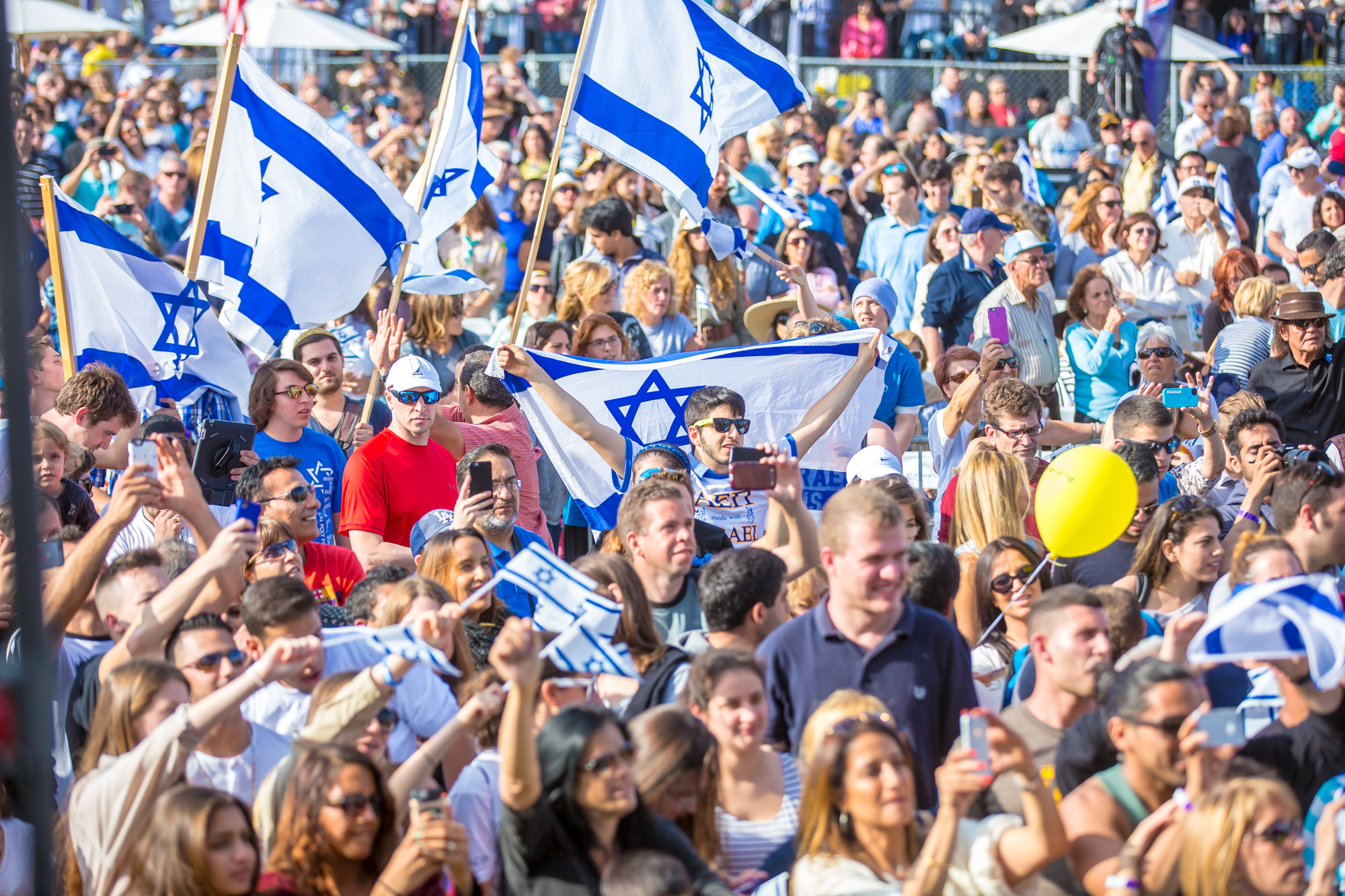
Celebrate Israel Festival, Miami, 2015.

En el año 2013, la organización pasó a llamarse Consejo Americano-Israelí (IAC). El nuevo nombre fue anunciado durante la cena de gala anual, que tuvo lugar en el mes de marzo del año 2013. Durante la gala, filantropistas y varios activistas proisraelíes, como el matrimonio formado por Sheldon Adelson y Miriam Adelson, se comprometieron en proveer los recursos necesarios para hacer posible que el IAC se convierta en una asociación nacional. En septiembre de 2013, el plan de expansión nacional del IAC fue lanzado, ofreciendo un modelo para llegar a más de 600.000 israelíes-estadounidenses residentes en los Estados Unidos.
En el año 2015, el IAC había establecido 7 oficinas regionales: en la ciudad de Los Ángeles se encuentra la sede nacional, hay oficinas regionales del IAC en: Nueva York, Washington D. C., Las Vegas, Florida, Houston, Boston, Seattle, Arizona y Nueva Jersey. 
El consejo nacional del IAC creció, añadiendo a representantes de diversas regiones, entre ellos; Avi Almozlino (Boston), Rachel Davidson (Nueva York), Yohanan Lowie (Las Vegas), Rani Ben David (Florida) y Gilly Arie (Washington D. C.). Con un personal de 70 miembros profesionales, y un presupuesto anual de 17 millones y medio de dólares americanos, la organización ha estado sirviendo a 200,000 participantes con una amplia gama de programas y eventos.
En noviembre de 2014, el IAC tuvo su primera conferencia nacional en Washington D. C., el acto reunió a más de 750 líderes comunitarios de 23 estados. El programa de la conferencia presentaba a varios líderes políticos de los Estados Unidos y del Estado de Israel, a filantropistas, y a varias voces prominentes del mundo de los negocios, así como miembros de la comunidad israelí-estadounidense. 
El IAC tiene planes para abrir más oficinas regionales, para satisfacer las necesidades crecientes de la comunidad. Los miembros de la comunidad israelí estadounidense son entre medio millón, y unas 800.000 personas, que residen actualmente en el territorio de los Estados Unidos. A partir de marzo de 2017, la organización cuenta con 15 oficinas regionales y actividades en 27 estados, sirviendo a más de 250.000 personas.

## Coalición Americana-Israelí para la Acción
Anteriormente llamada Israeli-American Nexus, la Coalición Americana-Israelí para la Acción (en inglés: IAC for Action) es una organización hermana del Consejo Americano Israelí, IAC for Action es una organización no partidista, sin ánimo de lucro, dedicada a reforzar las relaciones entre Israel y los Estados Unidos de América, y hacer oír las voces de los americanos-israelíes ante los políticos en una serie de cuestiones a un nivel federal, estatal y local.
Algunas iniciativas claves incluyen el apoyo a la colaboración económica entre los Estados Unidos y el estado de Israel, y el llevar a cabo tareas de lobby para promover una legislación que impida a los gobiernos firmar contratos con las organizaciones que discriminan a los ciudadanos israelíes, o que forman parte del movimiento BDS.

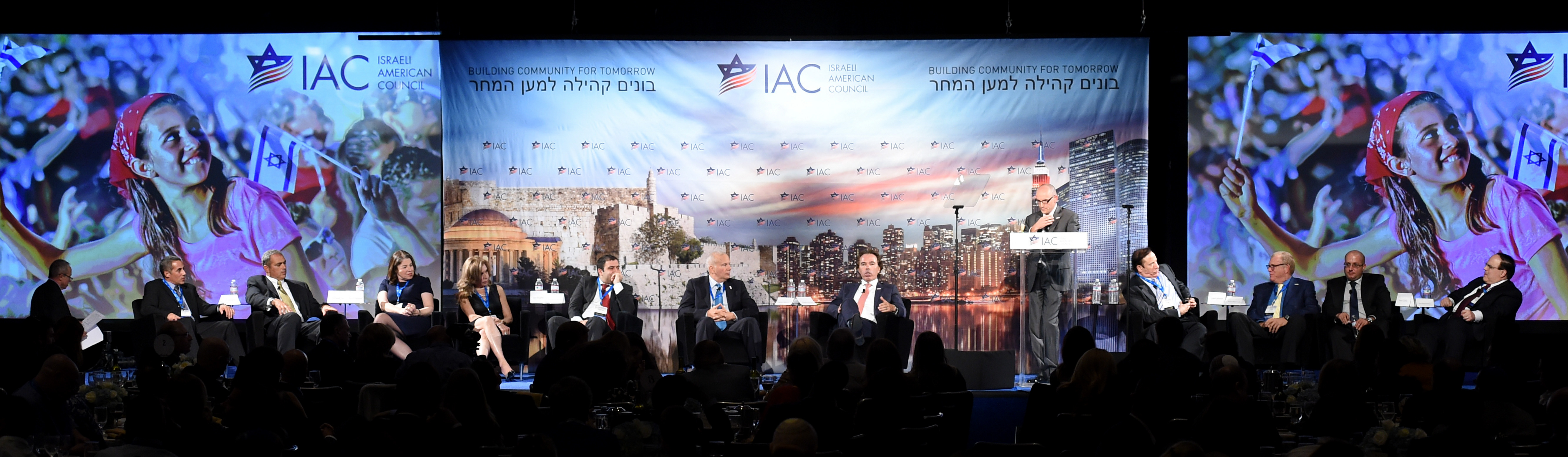
Primera Conferencia Nacional del IAC (noviembre de 2014)

.